# 科帕尼 (基洛沃格勒州)
科帕尼（烏克蘭語：Копані），是烏克蘭中部的村莊，隸屬基洛夫格勒州的克羅皮夫尼茨基區。該村始建於1927年，面積1.26平方公里，海拔高度214米，2001年人口331，人口密度每平方公里263.5人。